# Хроніка та діяння князів або правителів польських
«Хроніка та діяння князів або правителів польських» (лат. Chronica et gesta ducum sive principum Polonorum), також відома як «Польська хроніка» або «Хроніка Аноніма так званого Ґалла» або  (пол. Kronika Polska або Kronika Anonima tak zwanego Galla; лат. Chronica Polonorum або Gesta principum Polonorum) — середньовічна латинська хроніка типу «діяння» (лат. gesta), написана невідомим автором у 1107-1113 роках або в 1112-1118 роках. Перша хроніка латинською мовою, в якій послідовно і повно викладено історію Польщі.

## Опис
Хроніка розділена на три книги. Перша книга оповідає про історію Польщі з давніх часів до 1086 року (народження Болеслава III). Книга складається з листа, віршованого епілогу, передмови та 31 розділу. Автор починає розповідь із листа, в якому він виявляє відданість Мартіну, архієпископу Гнезно, Симону (єпископ Плоцька, 1102-1129), Павлу (єпископ Познані), Мавру (єпископ Кракова) та Жирославу (єпископ Вроцлава), після чого слідує віршований епілог і опис географії Польщі. Після цього автор викладає передісторію династії П'ястів. Розповідаючи про історію Польщі аж до правління Мешка I, Ґалл Анонім спирається на усну слов'янську традицію. Починаючи ж із правління Мешка I, Ґалл Анонім спирається вже на польські «рочники» — аннали, наприклад, польські аннали XI століття, які сягають, імовірно, записів другої половини X століття. Також припускається, що Ґалл Анонім використовував як джерело «житіє Святого Войцеха», яке, ймовірно, зберігалося в княжій канцелярії. Утім, саме існування цієї пам'ятки піддається сумніву.
Друга книга розповідає про життя Болеслава з 1086 до 1109 року — про його молоді роки та початок правління. Ця книга складається з 50 розділів. Третя книга, що складається з 26 розділів, викладає історію правління з 1109 року та обривається на 1113 році. Останньою подією, описаною в хроніці, є проща Болеслава Кривоустого до Секешфехервару (Угорське королівство), що відбулася 1112/1113 року. Передбачається, що Галл Анонім був свідком подій, описаних ним у третій книзі подій. Скоріш за все, деякі фрагменти були вставлені в текст згодом, наприклад, посилання на нащадків князя Померанії Светобора у 29 розділі другої книги: «... Святобор, нащадки якого ніколи не зберегли вірності польським володарям».
Точний час створення Хроніки невідомий. Припускають, що хроніка була написана або в 1107-1113 роках, або в 1112/13-1117/18 роках. Судячи з усього, робота над хронікою була закінчена до повстання Скарбіміра (1117-1118 роки).